# قنبرلو
قنبرلو روستایی است که در استان اردبیل، شهرستان گرمی، بخش مرکزی، قرار دارد.روستای قنبرلو ،روستای مرکزی طایفه وسیع مددلو می باشد.
در زمان های گذشته خانواده غالب این روستا خاندان نصرتی بوده است.

## جمعیت
بر اساس سرشماری سال ۱۳۸۵ جمعیت این روستا ۲۰۸ نفر با ۴۲ خانوار بوده‌است.